# José Manuel Losada
José Manuel Losada (Zamora, 31 maggio 1962) è un filologo, scrittore e critico letterario spagnolo, professore ordinario dell'Università Complutense di Madrid e teorico della letteratura specializzato nei campi della mitocritica e della letteratura comparata, sui quali ha scritto e pubblicato numerosi libri in spagnolo, francese e inglese.

## Percorso accademico
Dopo aver conseguito il dottorato di ricerca presso l’Università della Sorbona (1990) ed essersi abilitato come Direttore di ricerca (HDR) all’Università di Nancy II, José Manuel Losada è stato Visiting Scholar nell’Università di Harvard, membro del SCR del St John’s College dell’Università di Oxford, Professore Invitato nell’Università di Montréal e Senior Fellow della Università di Durham. È stato anche Professore Associato nell’Università di Navarra e ha impartito seminari postdottorali nelle università di Gerusalemme, Montpellier, Münster, Monaco di Baviera (LMU), Valenzia e Cartagine. Dal 1993 esercita la docenza nell’Università Complutense di Madrid, dove impartisce lezioni di Letteratura francese, Letteratura comparata e Scienza delle Religioni.
J.M. Losada è fondatore ed editore di Amaltea, rivista di mitocritica, (2008 –) una prestigiosa rivista dedicata all’analisi della ricezione dei miti antichi, medievali y moderni nella letteratura e nelle arti contemporanee. È anche fondatore e presidente di Asteria, associazione internazionale di mitocritica, un’associazione culturale senza fini di lucro dedicata alla promozione della ricerca sui miti nella letteratura e nelle arti contemporanee. Inoltre, Losada è fondatore e direttore di Acis, gruppo di ricerca in mitocritica, che raccoglie numerosi docenti e dottorandi interessati all’analisi dei miti nel mondo attuale da un punto di vista interdisciplinare. È anche ricercatore principale di vari progetti di ricerca I+D [Ricerca e Sviluppo] relazionati con la mitocritica. Con l’appoggio dei membri di tali realtà, Losada ha coordinato numerosi congressi internazionali, attività di divulgazione (“Paseos mitológicos [Passeggiate mitologiche]” durante la Settimana della Scienza di Madrid) e concorsi di creazione plastica e mitologica.
La sua produzione accademica include una ventina di libri e duecento articoli pubblicati in libri e riviste specializzati.

## Mitocritica culturale
Losada definisce il mito in questo modo: 
La mitocritica (termine coniato da Gilbert Durand) è lo studio dei miti; il maggior contributo di Losada alla teoria letteraria consiste nell’attualizzazione dell’ermeneutica e della metodologia degli studi nella “mitocritica culturale.”
La mitocritica culturale si basa in particolare sulla trascendenza soprannaturale e sacra del mito. Losada espone in numerosi testi le differenze tra tale trascendenza e la trascendenza che opera in altre narrazioni immaginarie (fantasy, fantascienza ed esoterismo). Si allontana totalmente anche dagli approcci al mito parziali e travisanti (manifestazione di complessi psicanalitici o deformazioni sociali: Freud, Barthes, etc.). Il mito esiste solo quando, in un’opera di finzione, due personaggi, uno appartenente al mondo sacro soprannaturale e un altro appartenente al mondo naturale, entrano in contatto. Tale ermeneutica (“il mito come oggetto”, il “valore” nella cultura e nell’interpretazione testuale) permette di evitare approcci riduttivi del mito. In effetti, Losada ritiene che l’applicazione indiscriminata di una serie di fattori che configurano la società occidentale contemporanea (la globalizzazione sociale e tecnica, la “doxa” del relativismo democratico e consumista, e la logica dell’immanenza vitale e riflessiva) può disorientare i critici che si avvicinano al mito. Cosciente e “amante” del mondo attuale, Losada propone di tener conto di tali fattori come punto di riferimento e di confronto per uno studio autenticamente accademico del mito. Senza perdere di vista i progressi del passato, questa nuova mitocritica sviluppa un’epistemologia che permette di apprendere e spiegare una realtà immaginaria e globale, diretta a una maggior comprensione dell’autentico messaggio dei miti per la cultura attuale. Tale disciplina è il risultato delle principali premesse ermeneutiche assunte da J.M. Losada:
1. Qualunque approccio mitocritico a un testo esige l’assunzione previa di una definizione globale del mito.
2. Il carattere scientifico di tale definizione dipende dalle probabilità di applicazione al massimo spettro possibile di manifestazioni mitologiche.
3. La creazione di una tipologia profonda ed estesa per ogni mito è garanzia di coerenza.
4. La ricerca di fonti primarie e secondarie deve porsi al servizio della comprensione del mito, non al contrario.
5. Qualunque studio di un mito deve essere, necessariamente, di natura interdisciplinare.[9][10]

Come conseguenza di quest’ultima premessa, la mitocritica, senza abbandonare l’analisi dell’immaginario simbolico, si occupa di qualunque manifestazione culturale. Questa nuova mitocritica studia le manifestazioni mitiche in campi molto ampi, come la letteratura, il cinema e la televisione, il teatro, la scultura, la pittura, i videogiochi, la musica, la danza, il giornalismo, e altri mezzi di manifestazione culturale e artistica:
La mitocritica culturale si è dimostrata particolarmente adatta all’analisi dei miti dei giorni nostri, il cui studio differisce considerevolmente da quello realizzato fino a oggi. Molti ricercatori hanno seguito questi principi metodologici per affrontare un’analisi e una sintesi innovative delle narrazioni mitiche.

## Opere distaccate

### Libri
- 1993: Tirso, Molière, Pouchkine, Lenau. Analyses et synthèses sur un mythe littéraire. Pubblicato con Pierre Brunel, Parigi, Klincksieck. ISBN 2252029390.
- 1997: Bibliography of the Myth of Don Juan in Literary History, José Manuel Losada ed. Lexington (NY): Edwin Mellen. ISBN 0773484507.
- 1999: Bibliographie critique de la littérature espagnole en France au XVIIe siècle. Présence et influence, Gin (Svizzera): Droz. ISBN 2600003134.
- 2010: Métamorphoses du roman français. Avatars d’un genre dévorateur, José Manuel Losada ed. Lovaina (Belgio): Peeters. ISBN 9789042922013.
- 2010: Mito y mundo contemporáneo. La ricezione dei miti antichi, medioevali e moderni nella letteratura contemporanea. Bari (Italia): Levante Editori. ISBN 9788879495479.
- 2012: Myth and Subversion in the Contemporary Novel. Newcastle upon Tyne: Cambridge Scholars Publishing. Pubblicato con Marta Guirao. ISBN 1443837466.
- 2013: Mito e interdisciplinariedad. I miti antichi, medioevali e moderni nella letteratura e le arti contemporanee. Bari (Italia): Levante Editori. Pubblicato con Antonella Lipscomb. ISBN 9788879496230.
- 2014: Abordajes. Mitos y reflexiones sobre el mar. José Manuel Losada ed., Madrid: Liceo Spagnolo di Oceanografía. ISBN 9788495877512.
- 2014: Victor Hugo et l’Espagne. L’imaginaire hispanique dans l’œuvre poétique. Con la collaborazione di André Labertit, Parigi, Honoré Champion. ISBN 9782745326980.
- 2015: Myths in Crisis: The Crisis of Myth. Newcastle upon Tyne: Cambridge Scholars Publishing. Modificato con Antonella Lipscomb. ISBN 9781443878142.
- 2015: Nuevas formas del mito, José Manuel Losada ed. Berlino: Loghi Verlag. ISBN 9783832540401.
- 2016: Mitos de hoy. Ensayos de mitocrítica cultural, José Manuel Losada ed., Berlino, Loghi Verlag. ISBN 9783832542399.
- 2017: Myth and Emotions, Newcastle Upon Tyne: Cambridge Scholars Publishing. Pubblicato con Antonella Lipscomb. ISBN 9781527500112.
- 2019: Myth and Audiovisual Creation, Berlino: Loghi Verlag. Pubblicato con Antonella Lipscomb. ISBN 9783832549664.
- 2021: Mito y ciencia ficción, Madrid: Sial Pigmalión. Pubblicato con Antonella Lipscomb. ISBN 9788418888120.
- 2022: El Jardín de las Hespérides: del mito a la belleza, Madrid: Ediciones Complutense. Curatore ed Editore. ISBN 9788409368556.
- 2022: Mitocrítica cultural. Una definición del mito, Madrid: Akal ISBN 9788446052678.

### Articoli
- 1989. “Calderón de la Barca: El laurel de Apolo”. Revista de Literatura (Madrid), 51: 485-494. ISSN 0034-849X (WC · ACNP).
- 2004: “The Myth of the Fallen Angel. Its Theosophy in Scandinavian, English, and French Literature”. Nonfictional Romantic Prose. Expanding Borders, Steven P. Sondrup & Virgil Nemoianu eds. Ámsterdam / Philadelphia (PA): John Benjamins: 433-457. DOI: 10.1075/chlel.xviii.34los. ISBN 9027234515.
- 2008: “Victor Hugo et le mythe de Don Juan”, Don Juans insolites, Pierre Brunel ed. París: Presses de l’Université Paris-Sorbonne: 79-86. ISBN 9782840505679.
- 2009: “La nature mythique du Graal dans Le Conte du Graal de Chrétien de Troyes”. Cahiers de Civilisation Médiévale (Poitiers), 52,1 (2009): 3-20. ISSN 0007-9731 (WC · ACNP).
- 2014: “Myth and Extraordinary Event”. International Journal of Language and Literature. New York: pp. 31 – 55. Link Archiviato il 3 marzo 2022 in Internet Archive.
- 2015: “Myth and Origins: Men Want to Know”, Journal of Literature and Art Studies. New York, vol. 5, n.º 10, pp. 930-945. ISSN 2159-5836 (WC · ACNP) (impreso) ISSN 2159-5844 (WC · ACNP) (online). Link
- 2016: “El mundo de la fantasía y el mundo del mito. Los cuentos de hadas”, Çédille, “Monografías”, 6: 69-100. ISSN 1699-4949 (WC · ACNP). Link
- 2017: “El «mito» de Don Quijote (2ª parte): ¿con o sin comillas? En busca de criterios pertinentes del mito”, Cervantès, quatre siècles après: nouveaux objets, nouvelles approches, Emmanuel Marigno et al. eds., Binges (Francia): Éditions Orbis Tertius: 11-32. ISBN 9782367830957.
- 2018: “Le personnage mythique”, Degrés. Revue de synthèse à orientation sémiologique (Bruselas), 45: c1-c18. ISSN 0770-8378 (WC · ACNP).
- 2019: “Preface: The Myth of the Eternal Return”, Journal of Comparative Literature and Aesthetics, 40.2: 7-10. ISSN 0252-8169 (WC · ACNP). Link
- 2020: “Mito y antropogonía en la literatura hispanoamericana: Hombres de maíz, de Miguel Ángel Asturias”, Rassegna iberistica (Venezia), 43, 113, Giugno (2020), 41-56. ISSN 2037-6588.
- 2020: “Cultural Myth Criticism and Today’s Challenges to Myth”, Explaining, Interpreting, and Theorizing Religion and Myth: Contributions in Honor of Robert A. Segal, Nickolas B. Roubekas and Thomas Ryba (eds.), Leiden, Koninklijke Brill NV, 2020, pp. 355-370. ISBN 9789004435025